# Jeremiah Burroughs
Jeremiah Burroughs, a volte indicato come Burroughes (1599 – Londra, 13 novembre 1646) è stato un religioso e predicatore inglese, appartenente alla Chiesa congregazionalista, e membro dell'Assemblea di Westminster.

## Biografia
Nato probabilmente nel 1599 poco si sa delle sue origini e della sua famiglia, la prima notizia documentata è il suo accesso all'Emmanuel College dell'Università di Cambridge dove venne ammesso come pensioner (ovvero come studente che paga per la sua istruzione ed i servizi ricevuti) nel 1617 e dove ottenne il Master of Arts nel 1624. Abbandonò l'Università a causa del suo credo nonconformista diventando assistente del ministro Edmund Calamy il Vecchio presso la cittadina di Bury St Edmunds nel Suffolk. Il 21 aprile 1631 ottenne l'incarico ecclesiastico di rettore della parrocchia di Tivetshall St Margaret nel Norfolk. Nel 1636 venne privato del suo incarico per non aver sottoscritto l'ingiunzione del vescovo di Ely Matthew Wren, uno dei più stretti collaboratori dell'Arcivescovo di Canterbury William Laud, di leggere nelle sue prediche il Book of Sports, ovvero il testo dove erano elencati gli sport e le attività ludiche consentiti nei giorni di festa. Accusato di aver pronunciato dei sermoni "sediziosi" contro le Guerre dei Vescovi in Scozia, venne privato definitivamente del suo incarico.

Nel 1637 si spostò a Rotterdam per diventare insegnante nella locale chiesa di rito anglicano. Nel 1641 fece il suo ritorno in Inghilterra dove divenne predicatore a Stepney e Cripplegate, Londra. Quando venne istituita l'Assemblea di Westminster fu nella lista degli esperti di questioni religiose che avrebbero dovuto discutere una riforma della Chiesa anglicana. All'interno dell'Assemblea fu uno dei sette strenui oppositori al sistema presbiteriano in favore di quello congregazionalista; a tale scopo, fu uno dei cinque rappresentanti dell'assemblea a presentare formalmente il testo An Apologetical Narration nel 1641, un trattato teologico che presentava al Parlamento inglese la posizione dei cosiddetti Cinque confratelli dissenzienti (Five Dissenting Brethren), composta da Burroughs, Thomas Goodwin, Philip Nye, Sidrach Simpson e William Bridge, contrari all'adozione del presbiterianesimo. Sebbene facesse parte dell'Assemblea come rappresentante degli Indipendenti risultò sempre avere un atteggiamento ed una condotta molto moderata e tollerante. Morì per una caduta da cavallo mentre era di ritorno da una delle sedute dell'Assemblea.

## Opere
- An Exposition with practical Observations on the Prophesie of Hosea, 1643
- The Glorious Name of the Lord of Hosts opened, 1643, 4to
- A Vindication of Mr. Burroughs against Mr. Edwards his foule Aspersions in his spreading Gangræna … concluding with a brief Declaration what the Independents would have, 1646
- Irenicum; to the Lovers of Truth and Peace, concerning the causes and evils of Heart Divisions, 1646
- The Rare Jewel of Christian Contentment, 1648
- Gospel-worship, 1648
- Gospel-Conversation, 1648
- The Generation of Quakers, 1648
- Moses He's Self-Denyall, 1649
- Moses his Choice, 1650
- The Evil of Evils; or the exceeding Sinfulness of Sin, 1654
- The Saint's Treasury, being the substance of several Sermons, 1654
- Three Treatises, 1655
- Gospel Reconciliation, 1657
- Four Books on Matt. xi., 1659
- The Saint's Happinesse, 1660
- A Treatise of the Excellency of Holy Courage in Evil Times, 1661
- The Difference between the Spots of the Godly and of the Wicked, 1668
- Gospel Remission, 1668
- Gospel Fear; or the Heart trembling at the Word of God, 1674
- Jerusalem's Glory … the New Testament Church in the latter days, 1675
- Four useful Discourses and Sermons, 1675,